# Пърлита
Пърлита или Парлита (на румънски: Victoria) е село в окръг Тулча, Северна Добруджа, Румъния.

## История
До 1940 година Пърлита е с преобладаващо българско население, което се изселва в България по силата на подписаната през септември същата година Крайовската спогодба.

## Личности
Родени в Пърлита
- Никола Георгиев Славов (Кара Коле) (1856 - 22 декември 1927, Варна), опълченец в Руско-турската освободителна война, на 29 април 1877 година постъпва в III рота на II дружина, уволнен на 28 юни 1878 година, след войната живее в Пърлита, а по-късно във Варна, където до 1898 година служи като пеши полицейски стражар, в 1923 година е обявен за почетен гражданин на Габрово[2]